# Ганс Шмідт-Гофманн
Ганс Шмідт-Гофманн (нім. Hans Schmidt-Hofmann; 3 січня 1889 — ?) — австрійський і німецький військовий медик, генерал-лейтенант медичної служби вермахту (1 березня 1942). Кавалер Німецького хреста в сріблі.

## Нагороди
- Залізний хрест 2-го класу
- Орден «За заслуги» (Баварія) 4-го класу з мечами
- Почесний хрест ветерана війни з мечами (1934)
- Медаль «За вислугу років у Вермахті» 4-го, 3-го, 2-го і 1-го класу (25 років)
- Пам'ятна військова медаль (Австрія)
- Пам'ятна військова медаль (Угорщина) з мечами
- Медаль за участь у Європейській війні (1915—1918) (Болгарія)
- Медаль «У пам'ять 13 березня 1938 року»
- Медаль «У пам'ять 1 жовтня 1938» із застібкою «Празький град»
- Застібка до Залізного хреста 2-го класу
- Хрест Воєнних заслуг 2-го і 1-го класу з мечами
- Медаль «За зимову кампанію на Сході 1941/42» (1942)
- Кримський щит
- Нагрудний знак «За поранення» в чорному
- Орден «За хоробрість» 4-го ступеня (Болгарія)
- Орден Зірки Румунії, лицарський хрест з мечами
- Орден Корони Румунії, лицарський хрест з короною і мечами
- Німецький хрест в золоті (20 березня 1943) — як головний лікар групи армій «A».